# William Vallance Douglas Hodge
William Vallance Douglas Hodge, škotski matematik, * 17. junij 1903, † 7. julij 1975.
Najbolj je znan po Hodgeovi teoriji, povezavi algebrične in diferenčne geometrije.